# Chrysocrambus syriellus
Chrysocrambus syriellus là một loài bướm đêm trong họ Crambidae.